# مصلحة الأحوال المدنية والسجل المدني (اليمن)
مصلحة الأحوال المدنية والسجل المدني هي إدارة مدنية تابعة لوزارة الداخلية اليمنية، تم انشائها عام 1991، وتختص بإصدار الوثائق الشخصية التي تحوي الرقم الوطني والبطائق العائلية وكل مايتعلق بتسجيل وقائع الاحوال المدنية للمواطنين اليمنيين داخل اليمن.

## التأسيس والنشأة
أٌسست مصلحة الأحوال المدنية والسجل المدني بموجب قرار جمهوري رقم 23 لعام 1991. وتنشأ إدارة المصلحة في جميع محافظات الجمهورية.

## إختصاصات المصلحة
- تسجيل وقائع الأحوال المدنية للمواطنين من (زواج وطلاق وميلاد ووفاة) وما يتفرع عنها من وقائع طارئة.[4]
- إصدار البطائق الشخصية ودفاتر البطائق العائلية.[4]
- التنسيق مع وزارة الخارجية ووزارة شئون المغتربين فيما يتعلق بتسجيل واقعات الأحوال المدنية أو إصدار البطائق الشخصية والعائلية للمواطنين المقيمين في الخارج.[4]